# یوحنای نیکیویی
یوحنّای نیکیویی اسقف مصری قبطی نیکیو در اواخر قرن هفتم میلادی و صاحب یک کتاب تاریخ در بر گیرندهٔ زمان آدم و حوا تا فتح اسلامی مصر است.